# Feel (音楽プロジェクト)
feel（フィール）は、美少女ゲーム音楽制作プロジェクト集団の一つ。結成は2002年7月。有限会社リバーサイドミュージック所属。
メンバーに作曲家として河辺健宏（代表）、上松範康、藤田淳平、藤間仁らがおり、ボーカリストとしては佐藤ひろ美に数多く曲を提供した。
2004年6月17日のアレンジアルバム『feel so good!! #002』発売をもって活動を既に終了している。なお、上松範康、藤田淳平、藤間仁の3名はElements Garden（代表：上松範康）を結成し、アリア・エンターテインメントへ移籍。より広範囲にわたって楽曲提供活動を続けている。

## 関連作品

### テレビアニメ
- おねがい☆ツインズ（2003年）
- GIRLSブラボー（2004年）

### PCゲーム
- みずいろ（2001年）
- それは舞い散る桜のように
- ANGEL・CORE（2002年）
- セパレイトブルー（2003年）